# 高松短期大学
高松短期大学（たかまつたんきだいがく、英語: Takamatsu Junior College）は、香川県高松市春日町960番地に本部を置く日本の私立大学。1969年創立、1969年大学設置。大学の略称は高短（たかたん）。

## 概観

### 大学全体
- 高松短期大学は、香川県高松市内にある日本の私立短期大学。学校法人四国高松学園により1969年に設置された。現在、2つの学科をもつ。

### 建学の精神（校訓・理念・学是）
- 高松短期大学における建学の精神
  - 対話にみちみちた 豊かな人間教育を目指す大学
  - 自分で考え、自分で行える人間づくりをめざす大学
  - 個性を伸ばし、ルールが守れる人間づくりをめざす大学
  - 理論と実践との接点を開拓する大学

### 教育および研究
- 高松短期大学には、保育者を養成する学科が設立当初からあり、併設の高松東幼稚園等で教育実習が行われている。現在、保育学科と秘書科が設置されている。

### 学風および特色
- 高松短期大学は2007年度、財団法人短期大学基準協会における第三者評価の結果、「適格」認定を受けている。
- 高松短期大学は2014年度、一般財団法人短期大学基準協会による第三者評価の結果、適格と認定された。
- 留学生への支援制度を行っている。

## 沿革
- 1969年 幼稚園教諭養成のため、高松短期大学児童教育学科を設置する。
- 1971年 保母養成学校に指定される。保育科にII部が設置される
- 1972年 専攻科児童教育学専攻を設置。
- 1976年 音楽科の新設が行われる
  - 器楽専攻
  - 声楽専攻
- 1979年 専攻科に音楽専攻を設置。
- 1983年 秘書科を開設[1]
- 1998年 児童教育学科が保育学科に改称される。
- 2000年 専攻科の専攻課程を改組。
  - 児童教育学専攻→幼児教育学専攻
- 2010年 音楽科及び専攻科音楽専攻廃止

## 基礎データ

### 所在地
- 本部キャンパス（香川県高松市春日町960）

### 交通アクセス
- JR予讃線・高徳線高松駅からスクールバスが運行されている。JR高徳線木太町駅からの徒歩利用もできるが、概ね15分程度はかかる距離となっている。

### 象徴
- 高松短期大学には学園歌がある。
- マスコットキャラクターは、かすがたぬき「たーちゃん」である。

## 教育および研究

### 組織

#### 学科
- 保育学科（指定保育士養成施設）
- 秘書科

##### 学科の変遷
- 児童教育学科→保育学科
- 保育科II部：学生募集は1991年度まで。1994年廃止
- 音楽科：1997年専攻課程廃止。2010年廃止
  - 器楽専攻
  - 声楽専攻
- 秘書科

#### 専攻科
- 幼児教育学専攻
- 音楽専攻：2010年廃止

#### 別科
- なし

##### 取得資格について
資格
- 保育士：保育学科

教職課程
- 幼稚園教諭二種免許状
  - 保育学科[2]
  - 過去にあった音楽科にも設置されていた
- 中学校教諭二種免許状（音楽）：過去にあった音楽科にて設置されていた
- 小学校教諭二種免許状：保育学科の前身にあたる児童教育学科にて設置されていた。

#### 附属機関
- 附属図書館
- 生涯学習教育センター
- 情報処理教育センター
- 地域経済情報研究所
- ベンチャークリエーション研究所
- 地域連携センター

## 学生生活

### 部活動・クラブ活動・サークル活動
- 高松短期大学のクラブ活動
  - 体育系：サッカー・ハンドボール・テニス・バレーボールほか
  - 文化系：ボランティア・茶道ほか

### 学園祭
- 高松短期大学の学園祭は「高松短期大学祭」と呼ばれている。カラオケ大会やハンドボール部壮行会、くまだまさしやタカダ・コーポレーションによるお笑いライブが行われた。

### スポーツ
- 2005年の四国秋季リーグで、男子バレーボール部が一部昇格を果たしている。
- サッカー部が、2008年度の「香川県サッカーリーグ学生部」において優勝している。

## 大学関係者と組織

### 大学関係者一覧
- 福崎至佐子（音楽科教授、1993年～2010年学科長　その後高松大学発達科学部教授、名誉教授就任）

## 施設

### キャンパス
- キャンパスは香川県高松市春日町の春日川のほとりにある。(高松大学に併設)
- 設備：西館・東館・音楽練習棟・本館・図書館・1号館・クラブハウス・体育館・グラウンド・テニスコート・学生駐車場ほか、2006年には学生会館、2007年には新校舎がそれぞれ完成している。

## 対外関係

### 他大学との協定

#### 韓国
- 大田保健大学

### 系列校
- 高松大学
- 高松東幼稚園

## 社会との関わり
- 「屋島カレッジセミナー」と称した公開講座を催している。

## 卒業後の進路について

### 就職について
- 保育学科：保育士として就職する人が7割以上を占めている。幼稚園教諭に就く人は2割足らずとなっている。
- 秘書科：近年のデータでは、一般事務職や秘書に就く人が大半を占めている。
- 音楽科：音楽教室講師を含め、音楽関連に携わる人が半数を占めていた。幼稚園教員に就く人も若干みられた。[3]

### 編入学・進学実績
- 併設の高松大学のほか香川大学への編入学実績がみられる[4]